# タイピンヌ
タイピンヌ（モンゴル語: Taipingnu、中国語: 太平訥、生没年不詳）は、大元ウルスの皇族で、文宗トク・テムルの息子。『元史』などの漢文史料では太平訥（tàipíngnè）と記される。

## 概要
トク・テムルの息子として生まれ、兄にはアラトナダラ、エル・テグスらがいた。
タイピンヌは元々は「宝寧」という名前であったが、父のトク・テムルが「天暦の内乱」を制してジャヤガトゥ・カアンとして即位した天暦元年（1328年）、「タイピンヌ（太平訥）」という名前に改めた。
また、この頃トク・テムルは大司農のバイジュにバイジュの家でタイピンヌを育てるよう命じている。
しかしこの後タイピンヌに関する記述はほとんど見られなくなり、タイピンヌがどのような生涯を送ったかはほとんど不明である。『元史』巻107表2宗室世系表には兄のアラトナダラ、エル・テグスとともに子孫がいなかったと記されており、タイピンヌらの死によってトク・テムルの家系は早くに断絶してしまった。

## 懐王トク・テムル家
- ジャヤガトゥ・カアン（文宗）(Toq temür ＞図帖睦爾/tútièmùĕr)
  - 皇太子アラトナダラ(Aratnadara ＞阿剌忒納答剌/ālàtènàdālà)
  - エル・テグス太子(El tegüs ＞燕帖古思/yàntiègŭsī)
  - タイピンヌ太子(Taipingnu ＞太平訥/tàipíngnè)